# Kabinett Holland II

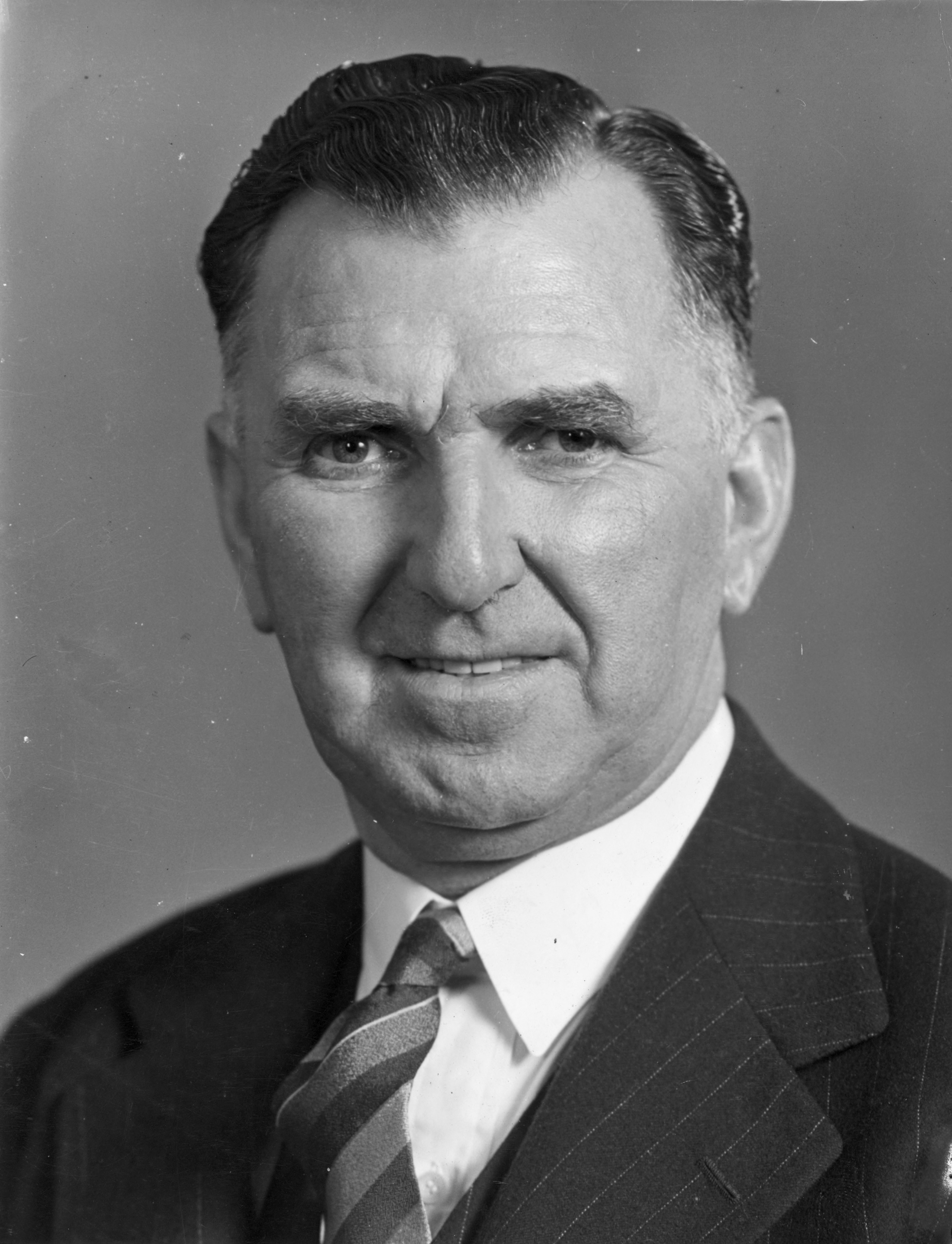
Premierminister Sidney Holland (1953)

Das Kabinett Holland II wurde in Neuseeland am 26. November 1954 durch Premierminister Sidney Holland von der New Zealand National Party gebildet und löste das Kabinett Holland I ab. Es befand sich bis zum 20. September 1957 im Amt und wurde dann durch das Kabinett Holyoake I abgelöst.
Die Wahlen am 13. November 1954 gewann erneut die National Party mit 44,3 Prozent und 45 Mandate der 80 Sitze im Repräsentantenhaus. Die New Zealand Labour Party mit ihrem Spitzenkandidaten Walter Nash kam zwar auf 44,1 Prozent, stellte aber aufgrund des Wahlsystems nur 35 Abgeordnete. Die Social Credit Party als drittstärkste Kraft konnte trotz ihrer 11,2 Prozent keinen Abgeordneten stellen. Am 20. September 1957 trat Premierminister Holland knapp zwei Monaten vor den Wahlen zurück und wurde durch den bisherigen stellvertretenden Premierminister und Landwirtschaftsminister Keith Holyoake  abgelöst.

## Minister
Dem Kabinett gehörten folgende Minister an:
| Amt                                                            | Name                                            | Beginn der Amtszeit                             | Ende der Amtszeit                                |
| -------------------------------------------------------------- | ----------------------------------------------- | ----------------------------------------------- | ------------------------------------------------ |
| Premierminister                                                | Sidney Holland                                  | 26. November 1954                               | 20. September 1957                               |
| Stellvertretender Premierminister                              | Keith Holyoake                                  | 26. November 1954                               | 20. September 1957                               |
| Landwirtschaftsminister                                        | Keith Holyoake                                  | 26. November 1954                               | 20. September 1957                               |
| Bildungsminister und Rundfunkminister                          | Ronald Algie                                    | 26. November 1954                               | 20. September 1957                               |
| Minister für wissenschaftliche und industrielle Forschung      | Ronald Algie                                    | 26. November 1954                               | 20. September 1957                               |
| Minister für Ländereien und Minister für Māori-Angelegenheiten | Ernest Corbett                                  | 26. November 1954                               | 20. September 1957                               |
| Minister für öffentliche Arbeiten und Transport                | William Goosman                                 | 26. November 1954                               | 20. September 1957                               |
| Verteidigungsminister                                          | Thomas Macdonald                                | 26. November 1954                               | 20. September 1957                               |
| Außenminister und Minister für Inselterritorien                | Thomas Macdonald                                | 26. November 1954                               | 20. September 1957                               |
| Finanzminister                                                 | Jack Thomas Watts                               | 26. November 1954                               | 20. September 1957                               |
| Generalstaatsanwalt und Justizminister                         | Jack Marshall                                   | 26. November 1954                               | 20. September 1957                               |
| Minister für Familien- und Kinderwohlfahrt                     | Hilda Ross                                      | 26. November 1954                               | 20. September 1957                               |
| Innenminister und Minister für Forsten                         | Sidney Walter Smith                             | 26. November 1954                               | 20. September 1957                               |
| Minister für Handel, Industrie und Zölle                       | Dean Eyre Eric Halstead                         | 26. November 1954 20. März 1956                 | 20. März 1956 20. September 1957                 |
| Polizeiminister                                                | Sydney Holland Dean Eyre                        | 26. November 1954 8. Februar 1957               | 8. Februar 1957 20. September 1957               |
| Minister für Arbeit und Bergbau                                | Bill Sullivan John McAlpine                     | 26. November 1954 8. Februar 1957               | 29. Januar 1957 20. September 1957               |
| Wohnungsbauminister                                            | Bill Sullivan Dean Eyre                         | 26. November 1954 8. Februar 1957               | 29. Januar 1957 20. September 1957               |
| Minister für Eisenbahnen                                       | John McAlpine                                   | 26. November 1954                               | 20. September 1957                               |
| Marineminister                                                 | John McAlpine Richard Geoffrey Gerard           | 26. November 1954 8. Februar 1957               | 8. Februar 1957 20. September 1957               |
| Minister für soziale Sicherheit und Tourismus                  | Eric Halstead Dean Eyre Richard Geoffrey Gerard | 26. November 1954 20. März 1956 8. Februar 1957 | 20. März 1956 8. Februar 1957 20. September 1957 |
| Tourismusminister                                              | Eric Halstead Dean Eyre                         | 26. November 1954 20. März 1956                 | 20. März 1956 20. September 1957                 |
| Minister für Gesundheit und Einwanderung                       | Ralph Hanan                                     | 26. November 1954                               | 20. September 1957                               |
| Generalpostmeister und Minister für Telegrafie                 | Tom Shand                                       | 26. November 1954                               | 20. September 1957                               |
| Zivilluftfahrtminister                                         | Tom Shand                                       | 26. November 1954                               | 20. September 1957                               |